# Scolopostethus affinis
Scolopostethus affinis är en insektsart som först beskrevs av Friedrich von Schilling 1829.  Scolopostethus affinis ingår i släktet Scolopostethus, och familjen fröskinnbaggar. Arten är reproducerande i Sverige.